# Obereopsis perakensis
Obereopsis perakensis là một loài bọ cánh cứng trong họ Cerambycidae.